# 161
161 (CLXI) var ett normalår som började en onsdag i den julianska kalendern.

## Händelser

### Mars
- 7 mars – Vid den romerske kejsaren Antoninus Pius död efterträds han av Marcus Aurelius som delar imperiummakt med Lucius Verus, även om Marcus behåller titeln Pontifex Maximus. Marcus Aurelius är spanjor, precis som Trajanus och Hadrianus, och en stoisk lärjunge till Epictetus. Han är också en energisk handlingsmänniska, som går i sin föregångares fotspår och behåller ett gott förhållande till senaten. Som lagstiftare skapar han nya moral- och humanprinciper, med särskild inriktning på kvinnor och slavar.

### Okänt datum
- Guldstycket aureus vikt reduceras från 7,81 till 7,12 gram.
- Gaius publicerar Institutiones.

## Födda
- 31 augusti – Commodus, romersk kejsare 180–192
- Liu Bei, grundare av Shu Hanriket i Kina

## Avlidna
- 7 mars – Antoninus Pius, romersk kejsare sedan 138
- April – Anicetus, påve sedan 154 eller 157